# Gelagna
Gelagna is een geslacht van weekdieren uit de klasse van de Gastropoda (slakken).

## Soorten
- Gelagna pallida (Parth, 1996)
- Gelagna succincta (Linnaeus, 1771)